# Rovaremésztő növények

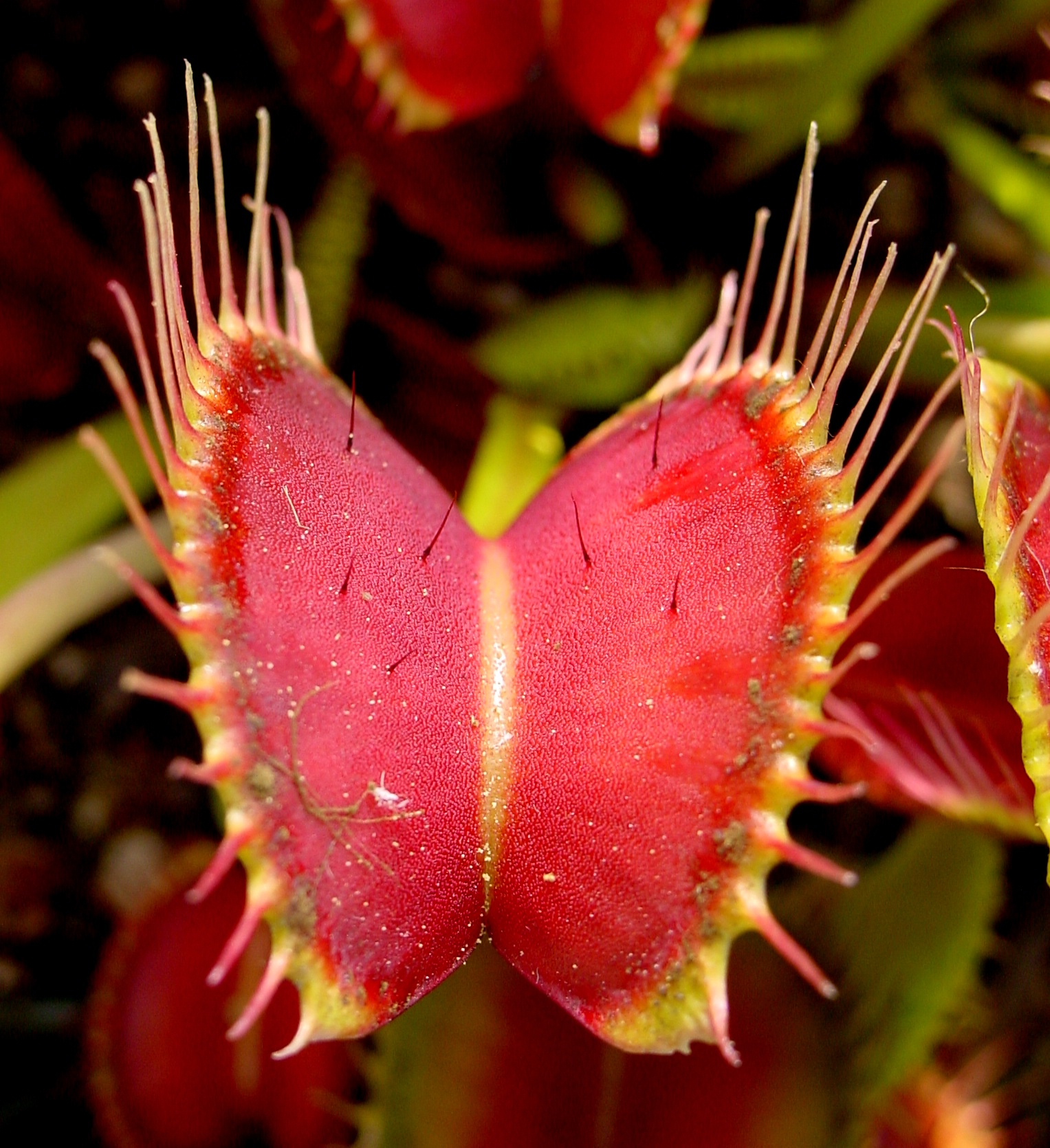
Vénusz légycsapója (Dionaea muscipula). A szegfűvirágúak (Caryophyllales) rendjébe és a harmatfűfélék (Droseraceae) családjába tartozó rovaremésztő faj

A rovaremésztő, köznapi nevén húsevő, rovarevő, rovarfogó növények olyan növények, amelyek csupán tápanyagaik egy részét nyerik állatok húsából, s nem az élethez szükséges kémiai energiát. Főként rovarokat és más ízeltlábúakat ejtenek csapdába.

## Ismertetésük
Általában olyan helyeken nőnek, ahol a talajban kevés a tápanyag, különösen a nitrogén. Jellemző élőhelyük például a lágy vizű mocsarak, tőzeglápok, de megtalálhatók esőerdőkben, illetve még északi fekvésű sziklafalak mohatelepeibe kapaszkodva is.
A rovaremésztő növényekről az első híressé vált tanulmányt Charles Darwin írta 1875-ben „Insectivorous Plants” címmel.
A több mint egy tucat rovaremésztő növénycsaládba mintegy ezer fajt sorolnak. Mindegyik csapdába csalja áldozatát, emésztő enzimeket termel, és felszívja a tápanyagokat.
Van még körülbelül 300 proto-húsevő faj, amelyek életműködésében szerepel a fenti jellemzők némelyike, de nem az összes.

## Példák

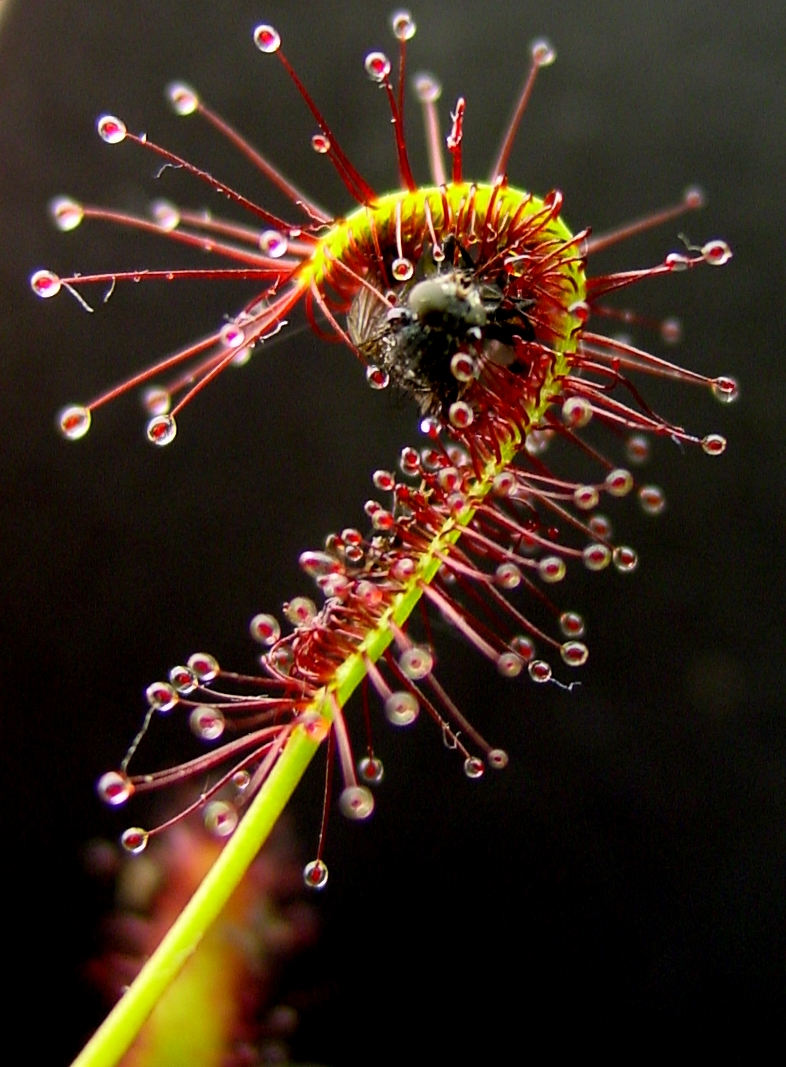
A Drosera capensis szárlevele, amint "behajlik" a rovar elkapásakor

Magyarországon is honos nemzetségek és fajok:
- Aldrovanda vesiculosa – aldrovanda
- Drosera – harmatfű
- Pinguicula – hízóka
- Utricularia – rence

Magyarországon nem honos nemzetségek és fajok:
- Brocchinia
- Byblis
- Catopsis
- Cephalotus follicularis – ausztrálkancsó[1]
- Darlingtonia californica – sisakos légycsapda[2]
- Dionaea muscipula – Vénusz légycsapója
- Drosophyllum lusitanicum – harmatlevél,[3] lépecske[4]
- Genlisea
- Heliamphora – napkancsó
- Ibicella lutea – sárga ördögszarv[5]
- Nepenthes – kancsóka
- Paepalanthus bromelioides
- Philcoxia
- Proboscidea
- Roridula dentata – légyfogócserje[6]
- Sarracenia – kürtvirág
- Triphyophyllum peltatum

## Képtár

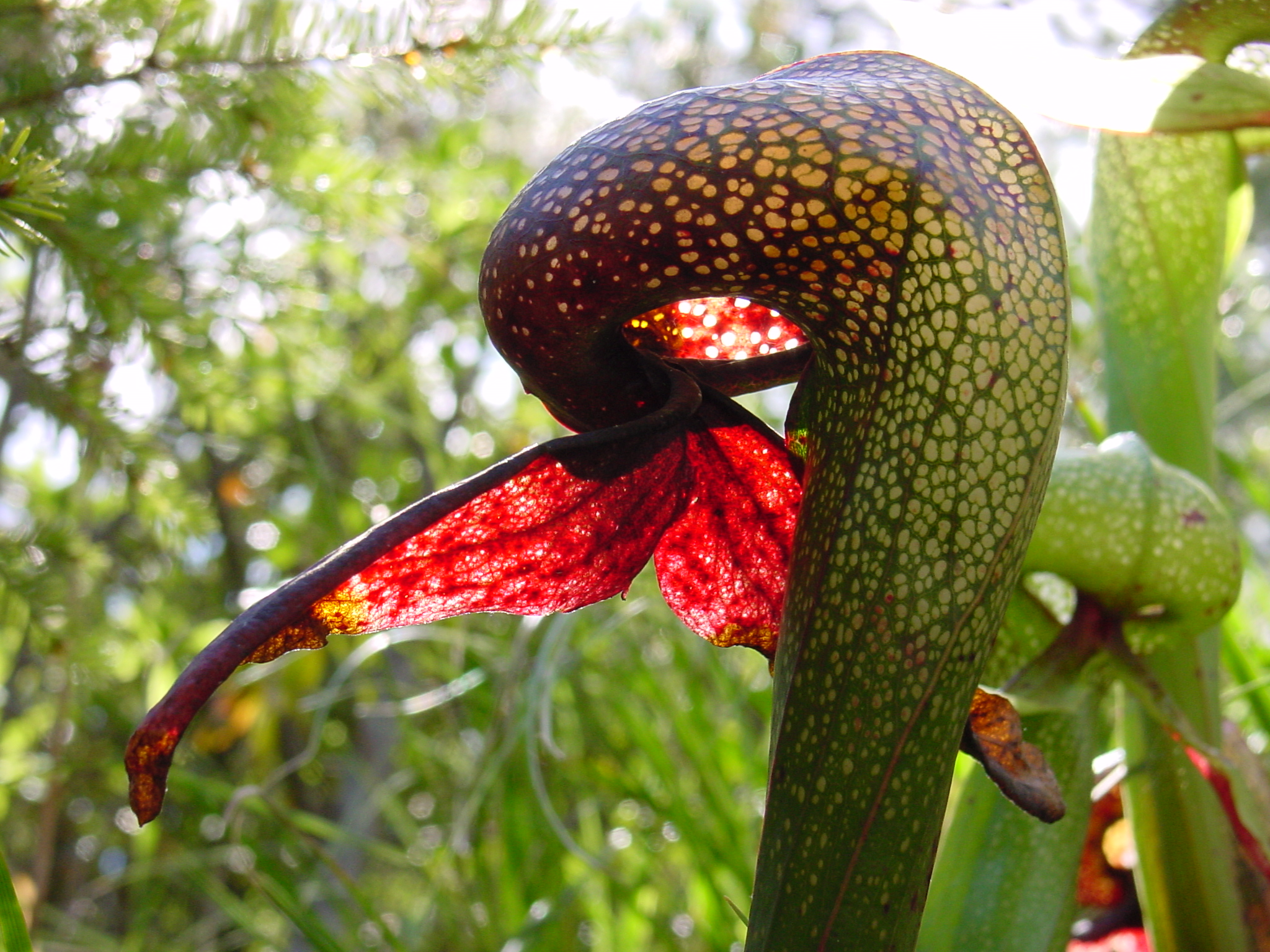
Sisakos légycsapda (Darlingtonia californica) (Sarraceniaceae)
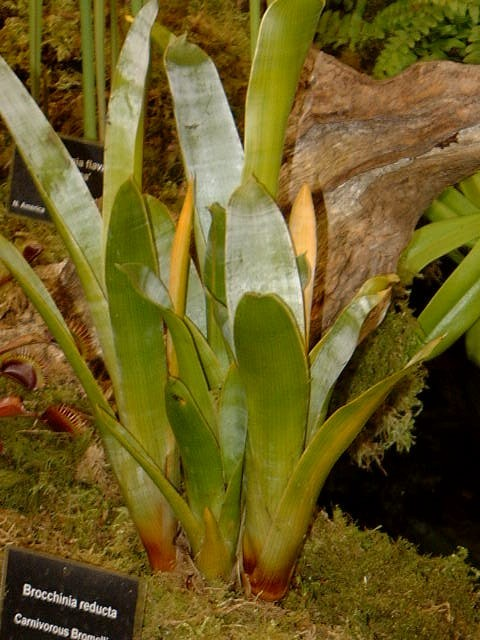
Brocchinia reducta: húsevő bromélia
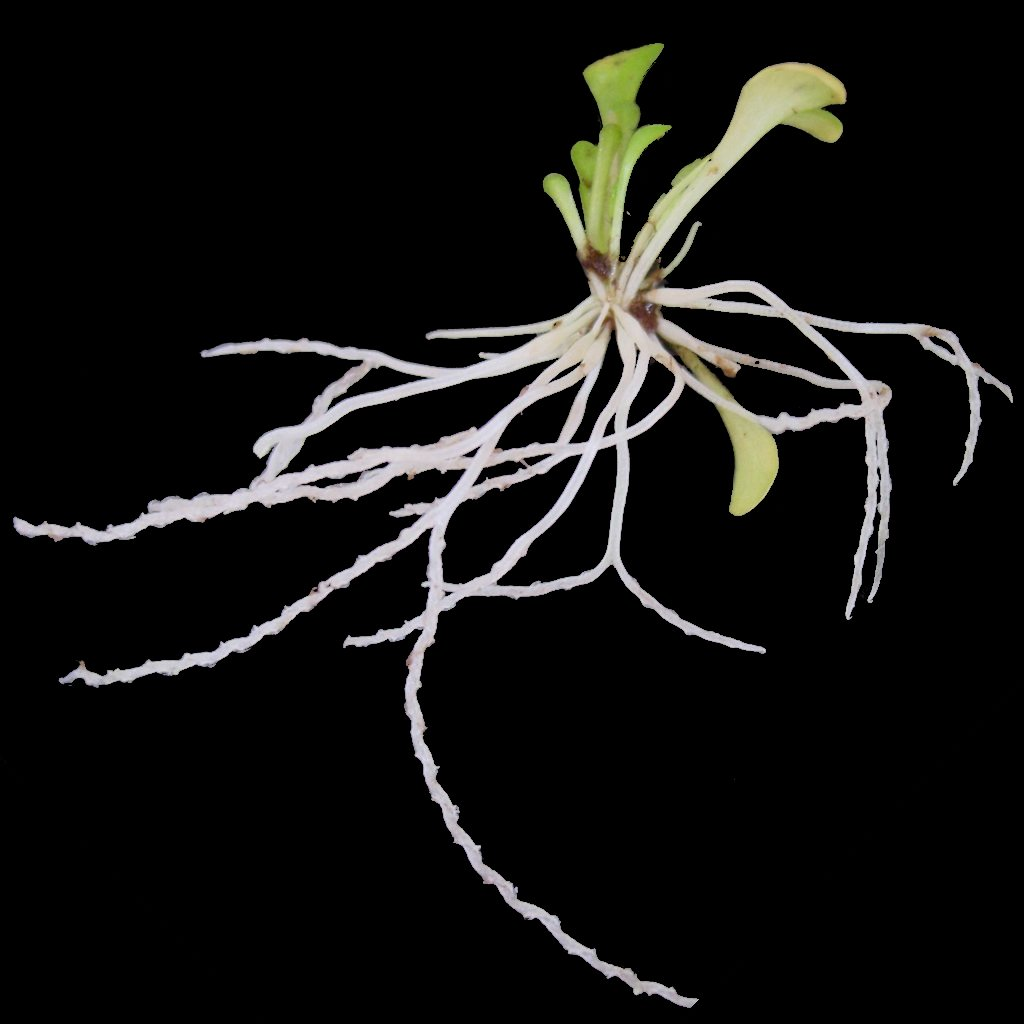
Genlisea violacea csapdái és levelei
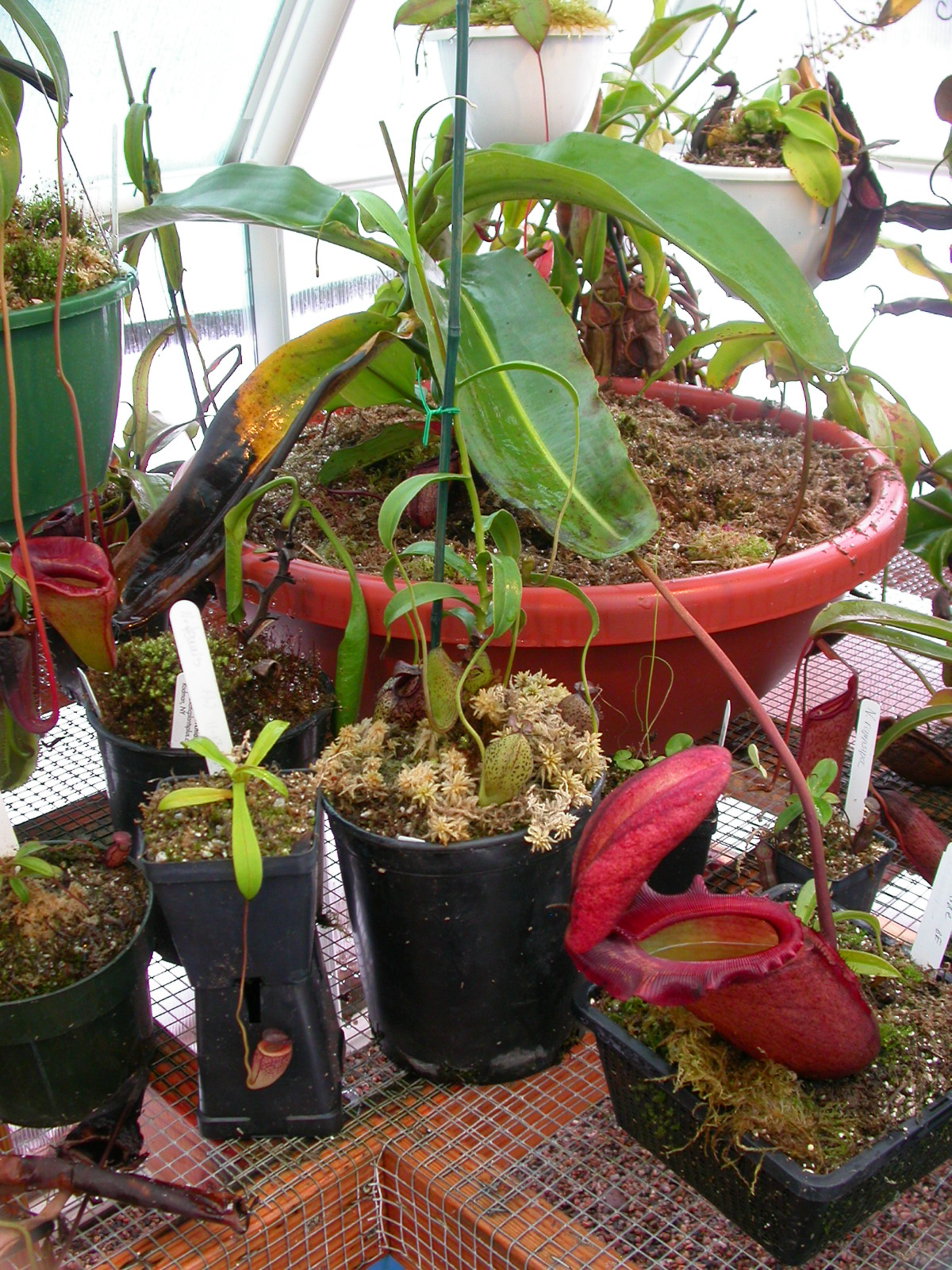
Termesztett Nepenthes rajah és egyéb fajok
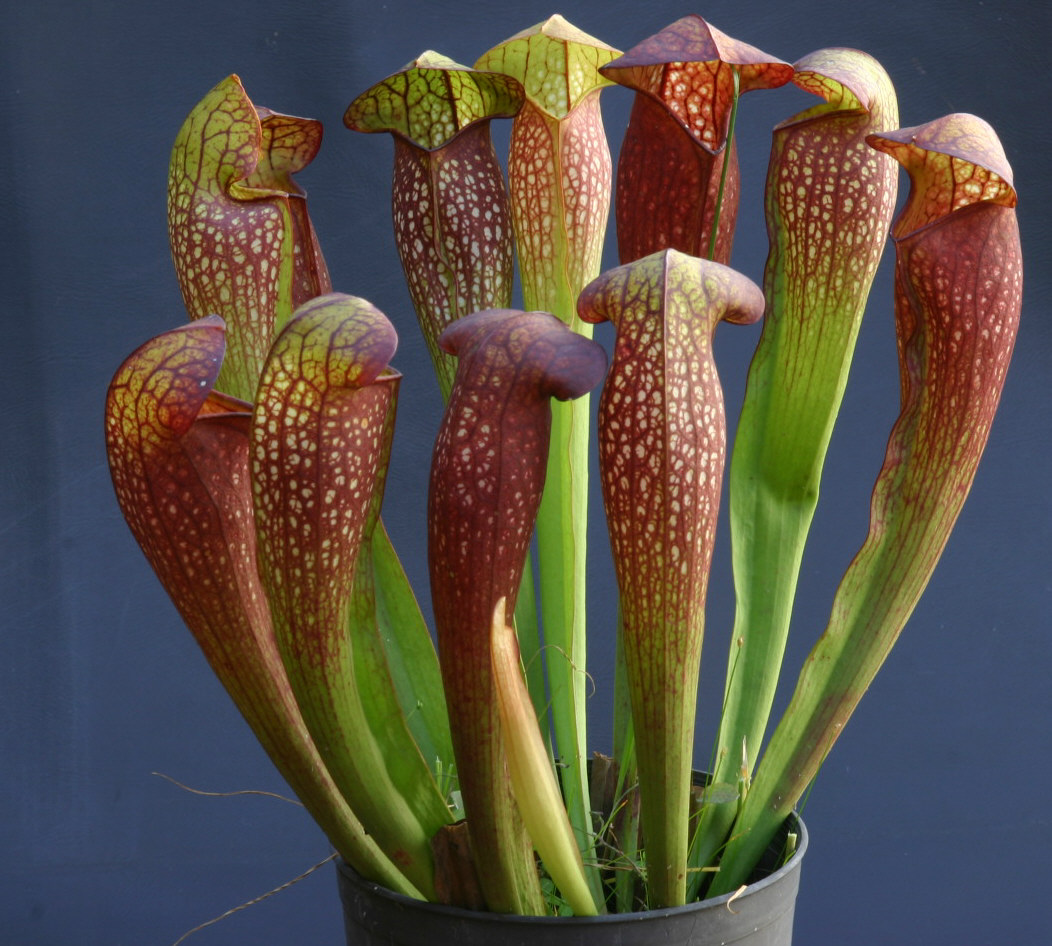
Sok kürtvirág (Sarracenia) hibridfaj könnyen termeszthető
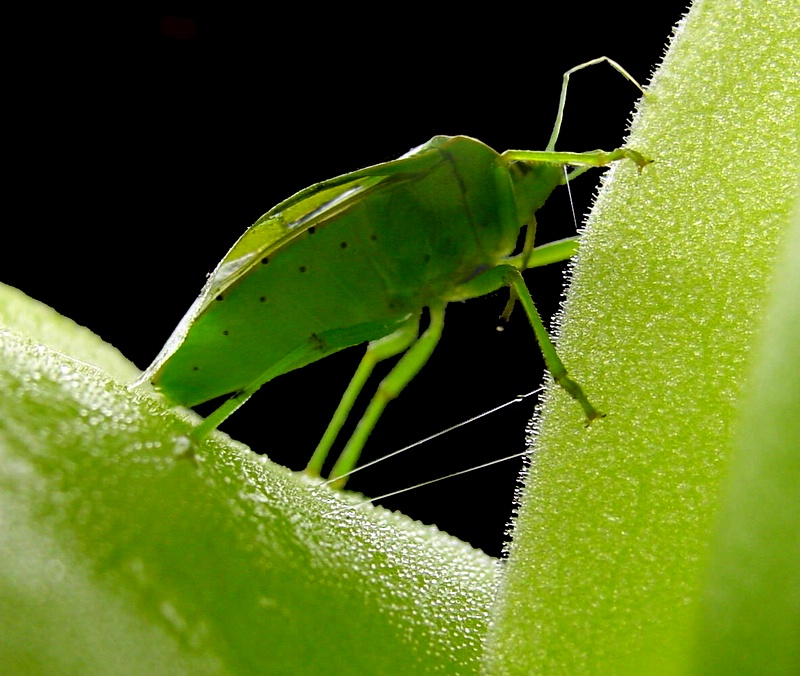
Hízóka (Pinguicula gigantea) az áldozatával. A rovar túl nagy volt, és sikerült kiszabadulnia
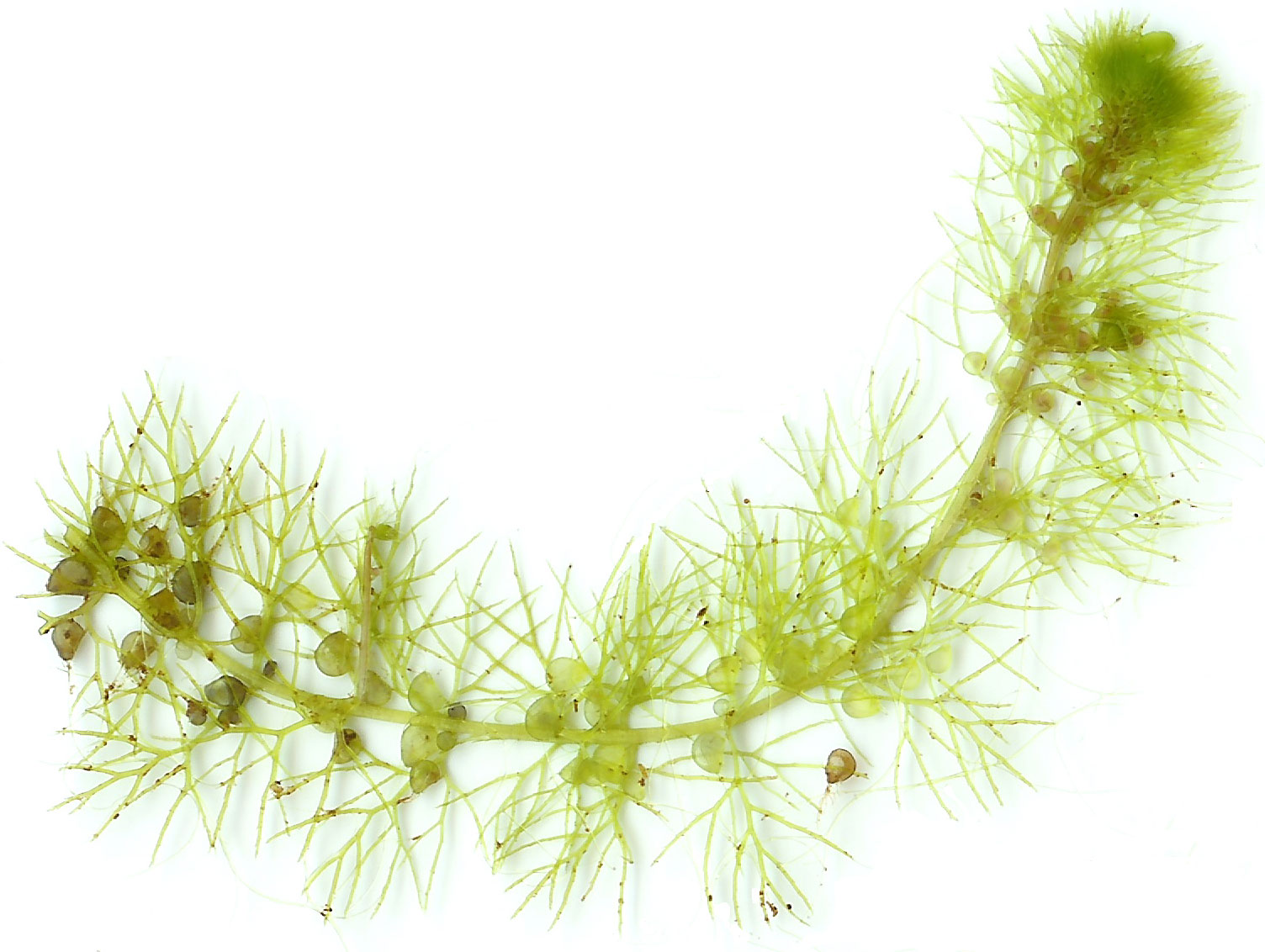
Utricularia vulgaris hajtásrészlete elágazó levelekkel és áttetsző hólyagcsapdával
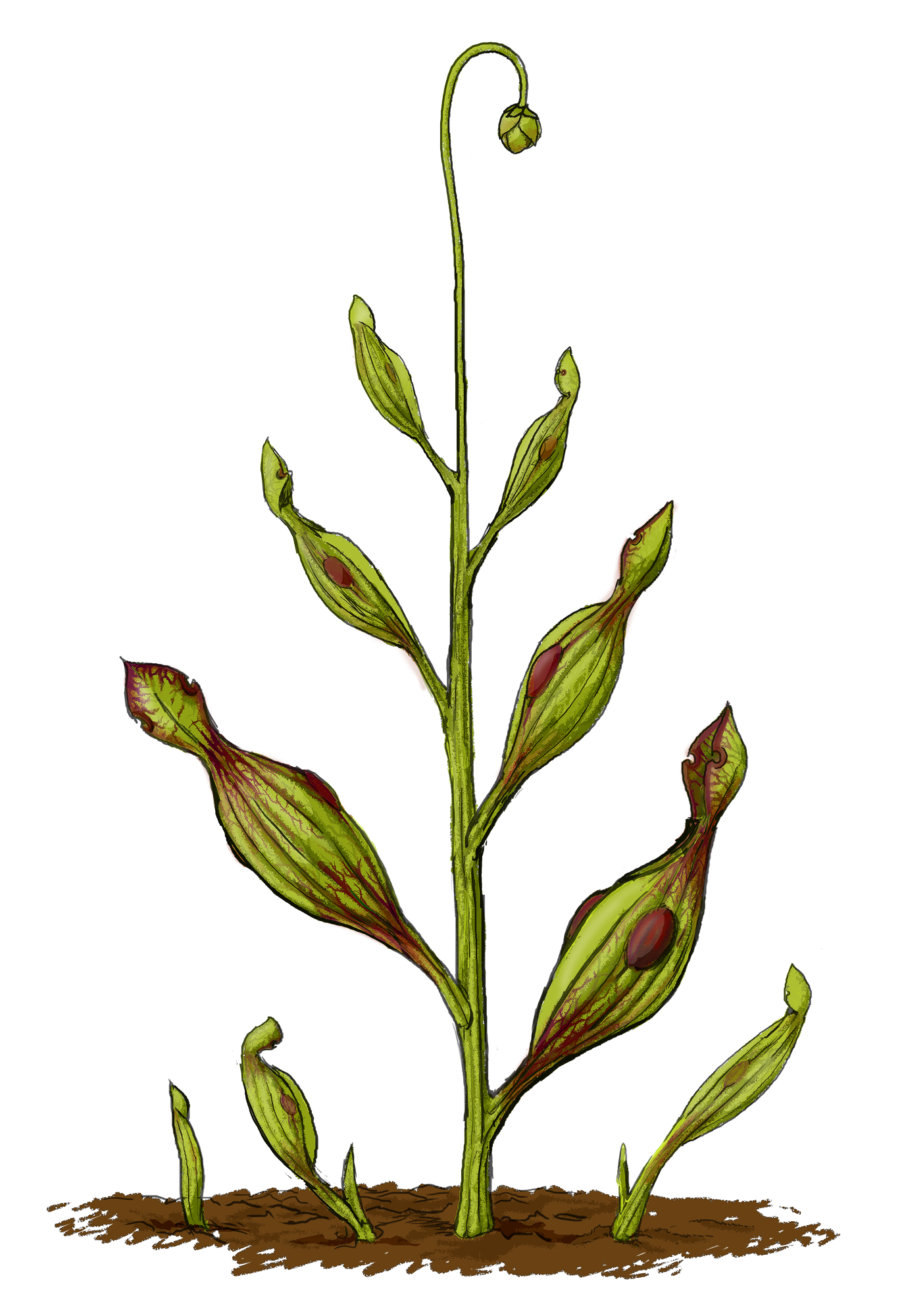
Archaeamphora longicervia, a mára már kihalt, legősibb ismert húsevő növény művészi ábrázolása
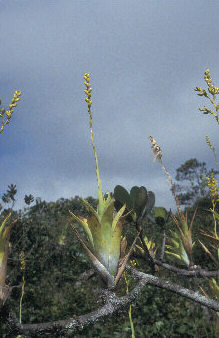
A Catopsis berteroniana csapdái nem valószínű, hogy szőrös levélből vagy sziromból alakultak volna ki
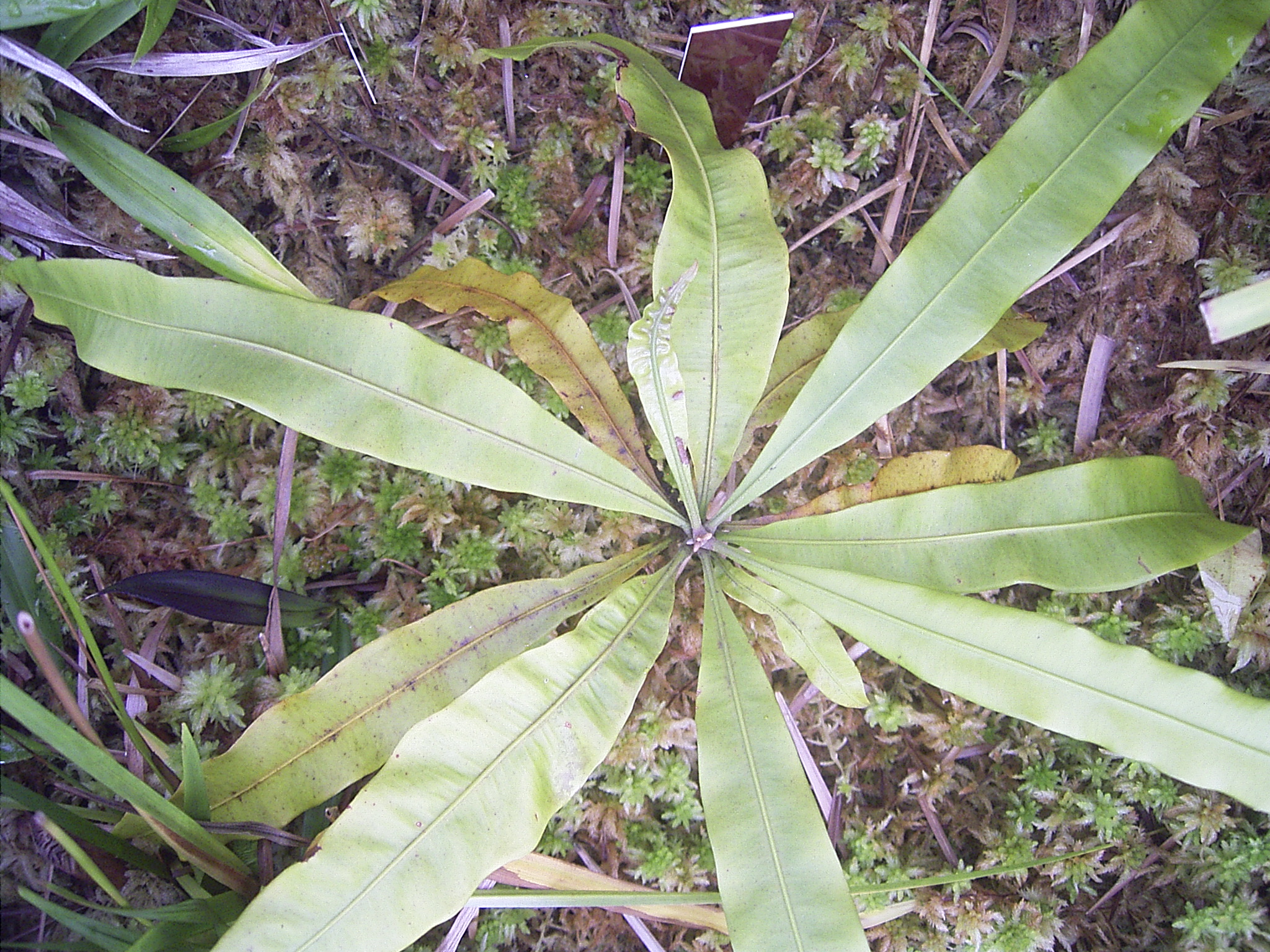
A Triphyophyllum peltatum "részidős" húsevő. Főleg akkor "ragadoz", amikor sok káliumra van szüksége virágzás előtt
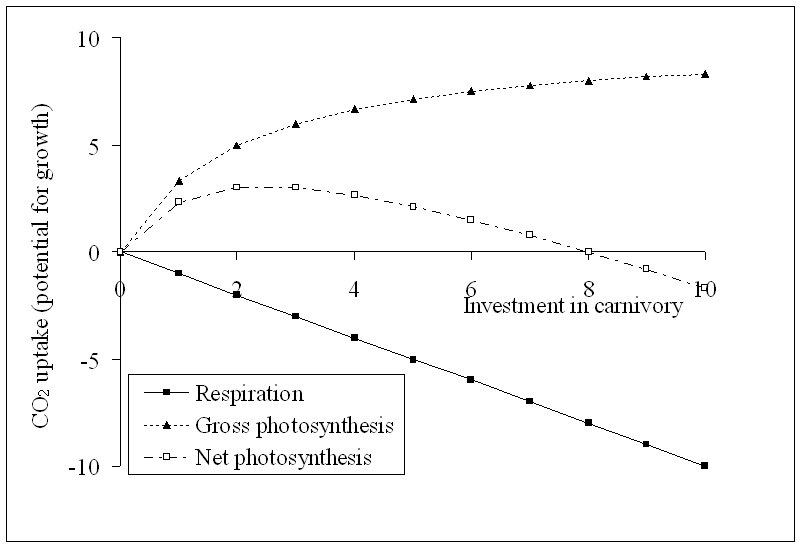
Húsevés modellezése a növényeknél: gross photosynthesis, respiration and net photosynthesis as a function of the plant's investment in carnivorous adaptations. Non-zero optimum carnivory occurs in brightly lit habitats with very limiting soil nutrients.
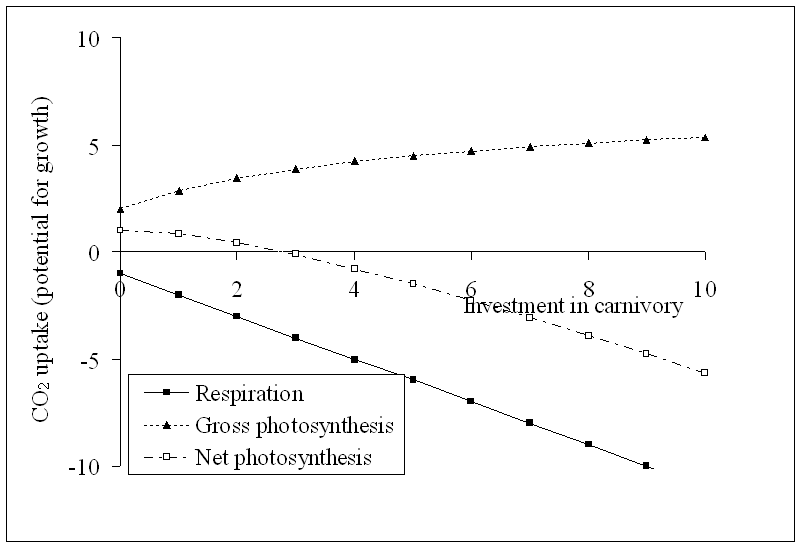
Húsevés modellezése a növényeknél: bruttó fotoszintézis, légzés és nettó fotoszintézis,  a növény húsevéshez való adaptációjának függvényében. Az optimális nulla érték akkor adódik, amikor az élőhely gyengén van megvilágítva és a talaj gazdag tápanyagokban.